# Франц Шрекер
Франц Шрекер (нім. Franz Schreker; 23 березня 1878, Монако — 21 березня 1934, Берлін) — австрійський і німецький композитор.

## Життя та творчість
Шрекер народився в заможній родині придворного фотографа Іґнаца Шрекера, чеського єврея за походженням. Його мати Елеонора фон Клоссман належала до старовинної аристократичної сім'ї з Штирії. Після смерті батька в 1888 році мати Шрекера остаточно поселилася в Відні. У 1892 Шрекер вступив до Віденської консерваторії, де спочатку навчався гри на скрипці у Сиґізмунда Бахріха і Арнольда Розе, але потім перейшов в клас композиції Роберта Фукса; закінчив навчання у 1900 році.
У 1901 році один з ранніх творів Шрекера, Інтермеццо для струнних, виграв композиторський конкурс у Відні. У 1907—1920 Шрекер очолював заснований ним Філармонійний хор, який взяв участь в ряді важливих прем'єр — перш за все, в першому виконанні «Пісень Гурре» Арнольда Шенберґа (1913), диригував також Шрекер. Прем'єра опери «Далекий дзвін» (нім. Der ferne Klang) в 1912 році у Франкфурті-на-Майні заклала основу слави композитора. З 1912 року керував класом композиції у Віденській академії музики. У 1920—1932 роки Ф. Шрекер — директор Берлінської Вищої школи музики.
В кінці 1920-х років Шрекер стає постійною мішенню для нападок націонал-соціалістичної преси — незважаючи на те, що сюжети його музичних творів не давали для цього ні найменшого приводу. У 1932 році, внаслідок погроз з боку нацистів, композитор змушений був скасувати заплановану у Фрайбурзі прем'єру своєї опери Христофор (Christophorus). У тому ж році антисемітська кампанія, розв'язана професором скрипки Ґуставом Гавеманом, змусила Шрекера піти у відставку з поста директора Вищої школи музики. У 1932—1933 роки він займає посаду керівника маґістерського класу в Прусській академії мистецтв. Після того, як Шрекер був звільнений нацистами з усіх займаних посад, він помер 24 березня 1934 від інфаркту, що слідував за інсультом.
У 1920-ті роки Шрекер вважався одним з найбільших німецьких оперних композиторів — після Р. Вагнера; його опери ставилися на сцені частіше, ніж твори Р. Штрауса. Композитор наслідував романтичний музичний стиль, який поєднувався з експресіоністськими вкрапленнями. Характерні постійні відхилення від загальної гармонійної течії мелодії введенням в неї різких акордів, яку плутають сприйняття. За винятком двох опер, Шрекер є автором лібрето всіх своїх великих праць. У його музичних творах, в окресленні характерів героїв відчувається вплив психоаналізу Зиґмунда Фрейда, шанувальником якого був композитор.
Учнем Шрекера був Ганс Фелікс Гузадель, майбутній реформатор німецького військового оркестру.
Після приходу до влади в Німеччині націонал-соціалістів творчість Шрекера була віднесена до проявів т. зв. дегенеративної музики. Нове відродження його творчості починається з кінця 1970-х років. Опери Шрекера проходять на оперних сценах Берліна, Відня, Зальцбурга, Кіля, Гемница та ін.

## Деякі твори

### Опери та театралізовані вистави
- 1901—1902: Полум'я (Flammen) — 1 Дія. лібрето: Dora Leen (? —1942 [?]; наст. ім'я — Dora Pollock). вперше Відень 1902 (konzertant), Кіль 2001 (szenisch)
- в 1903—1910: Далекий дзвін (Der ferne Klang) — опера в 3-х частинах, лібрето Франца Шрекера, вперше 18 серпня 1912 року, Франкфурт-на-Майні
- 1908—1912: Іграшка і принцеса (Das Spielwerk und die Prinzessin) — 2 Дії, Prolog, лібрето Франца Шрекера, вперше 15 березня 1913 Франкфурт-на-Майні / Відень
- 1911—1915: Позначені (Die Gezeichneten) — Опера в 3-х частинах, лібрето Франца Шрекера, вперше 18 квітня 1918 року, Франкфурт-на-Майні
- 1915: Іграшка (Das Spielwerk) (переробка Das Spielwerk und die Prinzessin) — 1 Дія, вперше 30 жовтня 1920 році, Мюнхен
- 1915—1918: Шукач скарбів (Der Schatzgräber) — опера з прелюдією, 4 Діяen, епілог, лібрето Франца Шрекера, вперше 21 січня 1920 році, Франкфурт-на-Майні
- 1919—1922: Іррелое (Irrelohe) — опера в 3-х частинах, лібрето Франца Шрекера, вперше 27 березня 1924 Кельн
- 1924—1928: Співаючий диявол (Der singende Teufel) — опера в 4-х частинах, лібрето Франца Шрекера, вперше 10 грудня 1928 Берлін
- 1924—1928: Христофор, або бачення опери (Christophorus oder Die Vision einer Oper) — пролог, 2 дії в 3-х картинах, епілог, лібрето Франца Шрекера, вперше 1 жовтня 1978, Фрейбург
- 1929—1932: Гентський коваль (Der Schmied von Gent) — опера в 3-х частинах, за текстом Шарля де Костера, вперше 29 жовтня 1932, Берлін
- 1933—1934: Мемнон (Memnon) (в начерках)

### Твори для оркестру
- 1896: Пісня любові, для струнного оркестру і арфи (втрачено)
- 1899: Scherzo
- 1899: Symphonie a-moll тв.1 (закінчення втрачене)
- 1900: Scherzo для Трунов оркестру
- 1900: Intermezzo тв.8, для струнного оркестру (пізніше — частина Romantischen Suite)
- 1902—1903: Ekkehard, симфонічна увертюра для великого оркестру та органу, тв.12
- 1903: Romantische Suite тв.14
- 1904: Phantastische Ouvertüre тв.15
- 1905: День народження інфанти (Der Geburtstag der Infantin), сюїта за однойменною казкою О. Вайлда для камерного оркестру
- 1908: Святковий вальс і вальс-інтермецо
- 1908: Вальс
- 1908—1909: Танцювальна п'єса для великого оркестру
- 1909: П'єса з опери Далекий дзвін (Der ferne Klang)
- 1913: Прелюдія до драми (з партій до опери Позначені (Die Gezeichneten))
- 1916: Камерна симфонія (також під назвою Sinfonietta)
- 1918: Симфонічний інтермецо з опери Шукачі скарбів
- 1928: Мала сюїта для камерного оркестру
- 1929—1930: 4 малих п'єси для великого оркестру
- 1933: Прелюдія до опери (з незакінченою опери Мемнон (Memnon)).

### Інші муз. твори (вибране)
- 1898: Соната для скрипки і фортеп'яно
- 1899: Поховання короля Тея (Фелікс Дан) для чоловічого хору з оркестром
- 1900: 116. псалом тв.6 для жіночого хору з оркестром
- 1902: Лебедина пісня тв.11 (Dora Leen) для хору з оркестром
- 1909: П'ять пісень (інструментовка 1922)
- 1909: Вітер — пантоміма для скрипки, віолончелі, кларнета, ріжка і фортеп'яно
- 1916: Оркестровка 2-х пісень Гуґо Вольфа
- 1923: Дві ірландські пісні (Волт Вітмен, інструментовка 1929 під назв. Про вічне життя)
- 1932—1933: Дружина Інтаферна — мелодекламація (текст Едуарда штук)
- 1933: оркестровка Ungarischer Rhapsodie Nr. 2 Ференца Ліста
- близько 40 пісень